# Марочково
Марочково — деревня в Петушинском районе Владимирской области России, входит в состав Нагорного сельского поселения.

## География
Деревня расположена на берегу реки Вольга в 4 км на восток от города Покров и в 17 км на запад от райцентра города Петушки.

## История
В конце XIX — начале XX века деревня входила в состав Покров-Слободской волости Покровского уезда, с 1921 года — в составе Покровской волости Орехово-Зуевского уезда Московской губернии. В 1859 году в деревне числилось 32 двора, в 1905 году — 49 дворов, в 1926 году — 69 дворов.
С 1929 года деревня являлась центром Марочковского сельсовета Орехово-Зуевского района Московской области, с 1939 года — в составе Слободского сельсовета, с 1944 года — в составе Петушинского района Владимирской области, с 1945 года — в составе Покровского района, с 1954 года — в составе Ивановского сельсовета, с 1960 года в составе Петушинского района, с 1967 года — в составе Нагорного сельсовета, с 2005 года — в составе Нагорного сельского поселения.

## Население
| 1859 | 1905 | 1926 | 2002 | 2010 | 2021 |
| ---- | ---- | ---- | ---- | ---- | ---- |
| 222  | ↗293 | ↘238 | ↘17  | ↘13  | ↘7   |